# رد جکت (بازیکن لاکراس)
رد جکت (انگلیسی: Red Jacket؛ زاده ۱۵ آوریل ۱۸۷۹ - درگذشته نامشخص) بازیکن لاکراس اهل کانادا بود.